# Tresson
Tresson là một xã trong tỉnh Sarthe ở tây bắc nước Pháp. Xã này có diện tích 29,6 km2, dân số năm 2006 là 469 người.